# کندا
کندا (انگلیسی: Kenda Rubber Industrial Company) شرکت تایرسازی تایوانی است، که در سال ۱۹۶۲ تأسیس شد.